# اورلند استورج
اورلند استورج (انگلیسی: Overland Storage) شرکت سخت‌افزار آمریکایی است، که در سال ۱۹۸۰ تأسیس شد.